# Jean Van den Bosch
Jean Van Den Bosch (Bruxelles, 5 agosto 1898 – Molenbeek-Saint-Jean, 1º luglio 1981) è stato un ciclista su strada e pistard belga.

## Palmarès

### Olimpiadi
- Argento a Parigi 1924 nella corsa a squadre.
- Bronzo a Parigi 1924 nell'inseguimento a squadre.